# アニー・ラスト
アニー・ラスト（Jenny Rissveds、1990年9月7日 - ）は、イギリス出身の女子自転車競技（マウンテンバイク・クロスカントリー(XC)およびシクロクロス）選手。

## 来歴
2012年ロンドンオリンピックにマウンテンバイク・クロスカントリーのイギリス代表として出場し8位となった。2017年UCIマウンテンバイクワールドカップ第４戦スイスレンツァーハイデのクロスカントリーで優勝した。